# Krzysztof Ziarnik
Krzysztof Ziarnik (ur. 4 maja 1965 w Wysokiej) – polski żużlowiec.

## Życiorys

### Życie prywatne
Brat Kazimierza, Marka i Mirosława Ziarników, również żużlowców.

### Kariera sportowa
Sport żużlowy uprawiał w latach 1984–1992 w klubach Polonia Bydgoszcz (do 1991) oraz Polonia Piła (1992). Zdobył cztery medale drużynowych mistrzostw Polski: dwa srebrne (1986, 1987) oraz dwa brązowe (1988, 1990). Był również srebrnym medalistą młodzieżowych drużynowych mistrzostw Polski (Zielona Góra 1986) oraz dwukrotnym srebrnym medalistą młodzieżowych mistrzostw Polski par klubowych (Bydgoszcz 1985, Ostrów Wielkopolski 1986). 
Finalista młodzieżowych indywidualnych mistrzostw Polski (Toruń 1986 – VI miejsce). Finalista turniejów o "Brązowy Kask" (1984 – V miejsce), "Srebrny Kask" (1985 – XIII miejsce, 1986 – V miejsce) oraz "Złoty Kask" (1987 – XVII miejsce).